# Itauguá
Itauguá este un oraș din departamentul Central, Paraguay.